# Condado de Warner n.º 5
El condado de Warner n.º 5 es un distrito municipal canadiense situado en la provincia de Alberta.

## Superficie
Warner n.º 5 tiene una superficie de 4462,2 km².

## Demografía
En 2021, tenía 4290 habitantes, una densidad poblacional de 1 hab./km², y 1032 viviendas.